# Pechea
Pechea là một xã thuộc hạt Galați, România. Dân số thời điểm năm 2002 là 11413 người.